# Ruffian (Pferd)
Ruffian (* 17. April 1972; † 7. Juli 1975) war ein amerikanisches Vollblut-Rennpferd. Die Stute blieb in ihrer Rennlaufbahn bis auf ihr letztes Rennen unbesiegt.

## Leben und Erfolge
Ruffian war eine US-amerikanische schwarzbraune Vollblutstute. Sie gewann ihre ersten zehn Rennen, im Durchschnitt mit 8½ Längen und egalisierte bei jedem Start den Bahnrekord. Im Jahr 1975 gewann sie die „Filly Triple Crown“. Von der Zeitschrift Blood-Horse wurde sie auf Platz 35 der Liste der 100 besten amerikanischen Rennpferde des 20. Jahrhunderts gesetzt. Ihre Geschichte wurde im Jahr 2007 im Film Ruffian – Die Wunderstute und in zahlreichen Büchern erzählt.

## Unfall und Tod
Ihr elftes und letztes Rennen, betitelt als „Great Match“, „Race of the Champions“ oder gar „Battle of the Sexes“, bestritt die Stute im Juli 1975; es verlief tragisch. Im Duell gegen den Hengst Foolish Pleasure, den Sieger im Kentucky Derby, kam es zu einem Unfall. Noch auf der Gegengeraden brach sich die Stute, eine Viertellänge in Führung liegend, ein Vorderbein, blieb aber auf den Beinen. Ihr Jockey kämpfte darum, das Pferd zum Stehen zu bringen. Nach einer zwölfstündigen Operation der zermalmten Sesambeine sprang sie nach dem Aufwachen aus der Narkose auf, schlug sich mit dem Gips gegen den Ellenbogen des anderen, bis dahin gesunden Vorderbeins und brach es und sodann den Gips. Infolgedessen wurde Ruffian eingeschläfert. Sie wurde nur drei Jahre alt.

## Ehrung
Sie wurde 1976 in die  American Racing Hall of Fame aufgenommen.